# Nico Braun
Nico Braun (sinh ngày 26 tháng 10 năm 1950) là cựu cầu thủ bóng đá chuyên nghiệp người Luxembourg thi đấu ở vị trí tiền đạo.

## Sự nghiệp thi đấu

### Câu lạc bộ
Braun chơi cho các câu lạc bộ nước ngoài trong gần như cả sự nghiệp, chủ yếu là ở Pháp, nhưng đôi khi ở Đức, cho đến khi quay trở lại Union Luxembourg.

### Quốc tế
Trên đấu trường quốc tế, Braun đã ra sân 40 trận cho Luxembourg trong vòng 10 năm và ghi được 8 bàn thắng.